# Cousinia
Genre
Synonymes
- Tiarocarpus Rech.f.[2]

Cousinia est un genre de plante à fleurs de la famille des Astéracées.

## Liste des espèces
Selon Catalogue of Life (4 septembre 2017) :
- Cousinia abbreviata Cherneva
- Cousinia acanthoblephara Rech. fil. & Gilli
- Cousinia acanthodendron Rech. fil. & D. Podl.
- Cousinia acanthophysa Rech. fil.
- Cousinia acanthostephana Rech. fil.
- Cousinia acrodroma Cherneva
- Cousinia actinacantha Rech. fil.
- Cousinia actinia Boiss.
- Cousinia adenophora Juz.
- Cousinia adenostegia Rech. fil.
- Cousinia adenosticta Bornm.
- Cousinia adnata Bunge
- Cousinia affinis Schrenk
- Cousinia afghanica C. Winkl.
- Cousinia agelocephala Cherneva
- Cousinia aggregata DC.
- Cousinia aintabensis Boiss. & Hausskn.
- Cousinia aitchisonii C. Winkl.
- Cousinia alaica Juz. ex Cherneva
- Cousinia alata Schrenk ex Fischer & C. A. Meyer
- Cousinia albertoregelia C. Winkl.
- Cousinia albescens C. Winkl. & Strauss
- Cousinia albicaulis Boiss. & Buhse
- Cousinia albida DC.
- Cousinia albiflora (Bornm. & Sint.) Bornm.
- Cousinia alepidea Boiss.
- Cousinia aleppica Boiss.
- Cousinia alexeenkoana Bornm.
- Cousinia alfredii Bornm. & Gauba
- Cousinia algurdina Rech. fil.
- Cousinia aligudarzensis Attar & Ghahr.
- Cousinia allolepis Cherneva & Vved.
- Cousinia alpestris (Bornm.) Juz.
- Cousinia alpicola Borszczow ex Trautv.
- Cousinia ambigens Juz.
- Cousinia amicorum Cherneva, Joharchi & F.Ghahrem.
- Cousinia ammophila Rech. fil.
- Cousinia amoena C. Winkl.
- Cousinia andarabensis Rech. fil.
- Cousinia androssovii Juz.
- Cousinia angrenii Juz.
- Cousinia angusticeps Juz.
- Cousinia annua C. Winkl.
- Cousinia anoplophylla Rech. fil.
- Cousinia antonowii C. Winkl.
- Cousinia apiculata Cherneva
- Cousinia aptera Aitch. & Hemsl.
- Cousinia arachnoidea Fisch. & C. A. Mey. ex DC.
- Cousinia arakensis Attar & Djavadi
- Cousinia araneosa DC.
- Cousinia araneotexta Rech. fil.
- Cousinia araxena Takht.
- Cousinia archibaldii Rech. fil.
- Cousinia arctotidifolia Bunge
- Cousinia ardalensis Attar & Djavadi
- Cousinia arenaria Bunge
- Cousinia argentea Mehregan & Assadi
- Cousinia ariana Bornm
- Cousinia arida C. Winkl.
- Cousinia armena Takht.
- Cousinia aspera (Kult.) Karmyscheva
- Cousinia assadii Attar
- Cousinia assyriaca Jaub. & Spach
- Cousinia astracanica (Spreng.) Tamamsch.
- Cousinia atripurpurea Juz.
- Cousinia atrobracteata Attar
- Cousinia atropatana Bunge
- Cousinia attariae Assadi & Joharchi
- Cousinia aucheri DC.
- Cousinia auriculata Boiss.
- Cousinia austrojordanica F. G. Davies & L. Boulos
- Cousinia autrani C, Winkler
- Cousinia azerbaidjanica Djavadi, Attar & Najafi
- Cousinia baberi Boiss.
- Cousinia bachtiarica Boiss. & Hausskn.
- Cousinia badghysi Kult.
- Cousinia balchanica O. V. Cherneva
- Cousinia baluchistanica Rech. fil.
- Cousinia bamianica Rech. fil. & Koeie
- Cousinia baranovii Cherneva
- Cousinia barbeyi C. Winkl.
- Cousinia barezica Assadi
- Cousinia batalinii C. Winkl.
- Cousinia bazoftensis Attar
- Cousinia beauverdiana Bornm.
- Cousinia beckeri Trautv
- Cousinia belangeri DC.
- Cousinia bicolor Freyn & Sint.
- Cousinia bienertii Bunge
- Cousinia bijarensis Rech. fil.
- Cousinia bipinnata Boiss.
- Cousinia birandiana Hub.-Mor.
- Cousinia blepharobasis Rech. fil. & Gilli
- Cousinia bobekii Rech. fil.
- Cousinia bobrovii Juz.
- Cousinia boissieri Buhse
- Cousinia bonvalotii Franch.
- Cousinia bornmuelleri C. Winkl.
- Cousinia botschantzevii Juz. ex Cherneva
- Cousinia brachyptera DC.
- Cousinia brevicaulis Attar, Mozaff. & Mirtadz.
- Cousinia bucharica C. Winkl.
- Cousinia bungeana Regel & Schmalh.
- Cousinia buphthalmoides Regel
- Cousinia butkovii Cherneva & Vved.
- Cousinia caesarea Boiss. & Bal.
- Cousinia caespitosa C. Winkl.
- Cousinia calcitrapa Boiss.
- Cousinia calcitrapella Bornm.
- Cousinia calocephala Jaub. & Spach
- Cousinia calolepis Boiss.
- Cousinia calva Juz.
- Cousinia campylaraphis Cherneva
- Cousinia cana Juz.
- Cousinia candicans Juz.
- Cousinia candolleana Jaub. & Spach
- Cousinia canescens DC.
- Cousinia carduchorum C. Winkl. & Bornm.
- Cousinia carduncelloidea Regel & Schmalh.
- Cousinia caroli-henrici Attar & Ghahr.
- Cousinia carthamoides Aitch. & Hemsl.
- Cousinia cataonica Boiss. & Hausskn.
- Cousinia catenata Rech. fil.
- Cousinia cavarae Bornm.
- Cousinia centauroides Fisch. & C.A. Mey.
- Cousinia ceratophora Kult.
- Cousinia chaetocephala Kult.
- Cousinia chamaepeuce Boiss.
- Cousinia chejrabadensis Kult.
- Cousinia chionophila Rech. fil. & Koeie
- Cousinia chitralensis Rech. fil.
- Cousinia chlorocephala C. A. Mey.
- Cousinia chlorosphaera Bornm.
- Cousinia chlorothyrsa Rech. fil. & Koeie
- Cousinia chrysacantha Jaub. & Spach
- Cousinia chrysandra Bornm. & Gauba
- Cousinia chrysantha Kult.
- Cousinia chrysochlora Rech. fil. & Koeie
- Cousinia cirsioides Boiss. & Bal.
- Cousinia cisdarvasica V. Nikitin
- Cousinia coerulea Kult. ex Cherneva
- Cousinia commutata Bunge
- Cousinia concinna Boiss. & Hausskn.
- Cousinia concolor Bunge
- Cousinia congesta Bunge
- Cousinia consanguinea (Bornm.) Rech. fil.
- Cousinia contumax C. Winkl. & Bornm.
- Cousinia cordifolia Djavadi & Attar
- Cousinia coronata Franch.
- Cousinia corymbosa C. Winkl.
- Cousinia crassipes Kult.
- Cousinia crispa Jaub. & Spach
- Cousinia cryptadena Juz.
- Cousinia curvibracteata Mehregan
- Cousinia cylindracea Boiss.
- Cousinia cylindrocephala Jaub. & Spach
- Cousinia cymbolepis Boiss.
- Cousinia cynaroides (M. Bieb.) C. A. Mey.
- Cousinia czatkalica O.V. Cherneva
- Cousinia czerniakowskae Kult.
- Cousinia dalahuensis F. Attar & A. Ghahreman
- Cousinia daralaghezica Takht.
- Cousinia darwasica C. Winkl.
- Cousinia dasylepis Kult.
- Cousinia davisiana Hub.-Mor.
- Cousinia decipiens Boiss. & Buhse
- Cousinia decolorans Freyn & Sint.
- Cousinia decumbens Rech. fil.
- Cousinia decurrens Regel
- Cousinia decurrentifolia Juz. ex Cherneva
- Cousinia denaensis Attar & Djavadi
- Cousinia deserti Bunge
- Cousinia dichotoma Bunge
- Cousinia dichromata Kult.
- Cousinia diezii Rech. fil.
- Cousinia dimoana Kult.
- Cousinia dipterocarpa Bornm. & Rech. fil.
- Cousinia discolor Bunge
- Cousinia dissecta Kar. & Kir.
- Cousinia dissectifolia Kult.
- Cousinia divaricata C. Winkl.
- Cousinia dolichoclada Juz.
- Cousinia dolicholepis Schrenk
- Cousinia dshisakensis Kult.
- Cousinia dubia Popov
- Cousinia eburnea Bornm.
- Cousinia ecbatanensis Bornm.
- Cousinia echinocephala Sennikov
- Cousinia edmondsonii Rech. fil.
- Cousinia egens Juz.
- Cousinia elata Boiss. & Buhse
- Cousinia elburzensis Attar, Mahdigholi & Ghahr.
- Cousinia eleonorae Hub.-Mor.
- Cousinia elephantina Rech. fil.
- Cousinia elwendensis Bornm.
- Cousinia erectispina Cherneva
- Cousinia erinacea Jaub. & Spach
- Cousinia eriobasis Bunge
- Cousinia eriophylla (Kult.) Bornm.
- Cousinia eriorhiza Bornm.
- Cousinia eriotricha Juz.
- Cousinia erivanensis Bornm.
- Cousinia ermenekensis Hub.-Mor.
- Cousinia eryngioides Boiss.
- Cousinia esfandiarii Rech. fil. & Aell.
- Cousinia euchlora Bornm. & Rech. f
- Cousinia eugenii Kult.
- Cousinia euphratica Hub.-Mor.
- Cousinia eurylepis Rech. fil.
- Cousinia fabrorum Rech. fil.
- Cousinia falcinella Bornm.
- Cousinia falconeri Hook. fil.
- Cousinia fallax C. Winkl.
- Cousinia farimanensis Assadi
- Cousinia farsistanica Bornm.
- Cousinia fascicularis Juz.
- Cousinia fedorovii Takht.
- Cousinia ferghanensis Bornm.
- Cousinia ferruginea Kult.
- Cousinia fetissowii C. Winkl.
- Cousinia finitima Juz.
- Cousinia firuzkuhensis Rech. fil.
- Cousinia foliosa Boiss. & Bal.
- Cousinia fragilis C. Winkl. & Bornm.
- Cousinia fragillima Rech. fil.
- Cousinia franchetii C. Winkl.
- Cousinia fraternella Bornm
- Cousinia freitagii Rech. fil.
- Cousinia freynii Bornm.
- Cousinia fursei Rech. fil.
- Cousinia gabrielae Bornm.
- Cousinia gaharensis Attar & Djavadi
- Cousinia gatchsaranica Mehregan, Assadi & Attar
- Cousinia gaubae Bornm.
- Cousinia gedrosiaca Bornm. & Gauba
- Cousinia ghahremanii Mirtadz. & Attar
- Cousinia ghorana Rech. fil.
- Cousinia gigantolepis Rech. fil.
- Cousinia gigantoptera Rech. fil. & D. Podl.
- Cousinia gigantosphaera Rech. fil.
- Cousinia gilanica Bornm.
- Cousinia gilliatii Rech. fil.
- Cousinia glabriseta Kult.
- Cousinia glandulosa Kult.
- Cousinia glaphyra Rech. fil. & Koeie
- Cousinia glaphyrocephala Juz. ex Cherneva
- Cousinia glaucopsis Bornm. & Rech. fil.
- Cousinia glochidiata Kult.
- Cousinia gmelini C. Winkl.
- Cousinia gnezdilloi Cherneva
- Cousinia gomolitzkii Juz. ex Cherneva
- Cousinia gontscharowii Juz.
- Cousinia gracilis Boiss.
- Cousinia graminifolia Rech. fil.
- Cousinia grandiceps Bunge
- Cousinia grandis C. A. Mey.
- Cousinia grantii Rech. fil.
- Cousinia greuteri Rech. fil.
- Cousinia griffithiana Boiss.
- Cousinia grigoriewii Juz.
- Cousinia grisea Kult.
- Cousinia gulczensis Kult.
- Cousinia gymnoclada Rech. fil. & Koeie
- Cousinia hablitzii C. A. Mey.
- Cousinia haeckeliae Bornm.
- Cousinia hakkarica Hub.-Mor.
- Cousinia halysensis Hub.-Mor.
- Cousinia hamadae Juz.
- Cousinia hamadanensis Rech. fil.
- Cousinia hamosa C. A. Mey.
- Cousinia harazensis Rech. fil.
- Cousinia hastifolia C. Winkl.
- Cousinia haussknechtii C. Winkl.
- Cousinia hazarensis Mirtadz. & Attar
- Cousinia hedgei Rech. fil.
- Cousinia heliantha Bunge
- Cousinia hemsleyana C. Winkl.
- Cousinia hergtiana Bornm.
- Cousinia heterogenetos Bornm.
- Cousinia heteroloba Rech. fil.
- Cousinia heteromorpha Bornm.
- Cousinia heterophylla Boiss.
- Cousinia hilariae Kult.
- Cousinia hohenackeri Fisch. & C. A. Mey.
- Cousinia hololeuca Bunge
- Cousinia hoplites Bornm
- Cousinia hoplophylla Cherneva
- Cousinia horrida Kult.
- Cousinia humilis Boiss.
- Cousinia hybrida Rech. fil.
- Cousinia hymenostephanus (Rech. fil.) Podl.
- Cousinia hypochionea Bornm.
- Cousinia hypoleuca Boiss.
- Cousinia hypopolia Bornm. & Sint.
- Cousinia hystricocephala Sennikov
- Cousinia iconica Hub.-Mor.
- Cousinia ilicifolia Jaub. & Spach
- Cousinia iljinii Takht.
- Cousinia immitans Rech. fil.
- Cousinia immitantiformis Rech. fil.
- Cousinia incompta DC.
- Cousinia inflata Boiss. & Hausskn.
- Cousinia infundibularis Rech. fil.
- Cousinia insignis Rech. fil.
- Cousinia integrifolia Franch.
- Cousinia intermedia DC.
- Cousinia intertexta Freyn & Sint.
- Cousinia iranshahriana Attar & Maroofi
- Cousinia iranshahrii Rech. fil.
- Cousinia irritans Rech. fil.
- Cousinia isfahanica Assadi
- Cousinia iskanderi Bornm.
- Cousinia jacobsii Rech. fil.
- Cousinia jassyensis C. Winkl.
- Cousinia joharchii Assadi & Mehregan
- Cousinia juzepczukii Cherneva
- Cousinia kadereitii Mehregan & Assadi
- Cousinia kaluensis Rech. fil.
- Cousinia kamarbandensis Rech. fil.
- Cousinia karkasensis Mehregan & Djavadi
- Cousinia kasachstanica Sennikov
- Cousinia kataghanica Rech. fil.
- Cousinia kazachorum Juz. ex Cherneva
- Cousinia keredjensis Bornm. & Gauba
- Cousinia kermanensis Mirtadz. & Attar
- Cousinia kermanshahensis Attar, Ghahr. & Assadi
- Cousinia kerstanii Bornm.
- Cousinia khashensis Rech. fil.
- Cousinia khorasanica Djavadi & Attar
- Cousinia khorramabadensis Bornm.
- Cousinia kilouyensis Djavadi & Attar
- Cousinia kirrindica Bornm. & Rech. fil.
- Cousinia knorringiae Bornm.
- Cousinia koelzii Rech. fil.
- Cousinia kokanica Regel & Schmalh. ex Regel
- Cousinia komarowii (O. Kuntze) C. Winkl.
- Cousinia komidjanensis Mehregan
- Cousinia kopi-karadaghensis Rech. fil.
- Cousinia kornhuberi Heimerl
- Cousinia korowiakowii C. Winkl.
- Cousinia kotschyi Boiss.
- Cousinia kovalevskiana O.V. Cherneva
- Cousinia krauseana Regel & Schmalh. ex Regel
- Cousinia kuekenthalii Bornm.
- Cousinia kuramensis Bornm.
- Cousinia kurdistanica Attar
- Cousinia kurubasgecidiensis Ilçim & Özçelik
- Cousinia lachnobasis Rech. fil. & Koeie
- Cousinia lachnopoda Juz.
- Cousinia lachnosphaera Bunge
- Cousinia lactiflora Rech. fil.
- Cousinia laetevirens C. Winkl.
- Cousinia lanata C. Winkl.
- Cousinia lancifolia C. Winkl.
- Cousinia lasiandra Bunge
- Cousinia lasiolepis Boiss.
- Cousinia lasiophylla C. Shih
- Cousinia leatherdalei Rech. fil.
- Cousinia leiocephala (Regel) Juz.
- Cousinia lepida Bunge ex Boiss.
- Cousinia leptacma Cherneva
- Cousinia leptocampyla Bornm.
- Cousinia leptocephala Fisch. & C. A. Mey.
- Cousinia leptoclada Kult.
- Cousinia leptocladoides Cherneva
- Cousinia leptolepis (Bornm. & Gauba) Rech. fil.
- Cousinia leptomera Rech. fil.
- Cousinia leucantha Bornm. & Sint
- Cousinia libanotica DC.
- Cousinia lignosissima Rech. fil.
- Cousinia linczewskii Juz.
- Cousinia litwinowiana Bornm.
- Cousinia lomakinii C. Winkl.
- Cousinia longibracteata Attar & Mirtadz.
- Cousinia longifolia C. Winkl. & Bornm.
- Cousinia lordeganensis Mehregan
- Cousinia lucida DC.
- Cousinia lurestanica Attar & Djavadi
- Cousinia lurorum Bornm.
- Cousinia lyrata Bunge
- Cousinia maassoumii Assadi
- Cousinia macrocephala C. A. Mey.
- Cousinia macrolepis Boiss. & Hausskn.
- Cousinia macroptera C. A. Mey.
- Cousinia magnifica Juz.
- Cousinia malacophylla Rech. fil.
- Cousinia malurensis Rech. fil.
- Cousinia manouchehrii Rech. fil. & Esfand.
- Cousinia maracandica Juz.
- Cousinia margaritae Kult.
- Cousinia margiana Juz.
- Cousinia mattfeldii Bornm.
- Cousinia mazu-shirinensis Rech. fil.
- Cousinia megalomastix Rech. fil.
- Cousinia meghrica Takht.
- Cousinia mehreganii Assadi
- Cousinia meshhedensis Bornm. & Rech. fil.
- Cousinia mesomorpha Rech. fil.
- Cousinia microcarpa Boiss.
- Cousinia microcephala C. A. Mey.
- Cousinia millefontana Rech. fil.
- Cousinia mindshelkensis B. Fedtsch.
- Cousinia minkwitziae Bornm.
- Cousinia miserabilis Rech. fil.
- Cousinia moabitica Bornm. & Náb.
- Cousinia mobayenii A. Ghahreman & F. Attar
- Cousinia mogensii Rech. fil.
- Cousinia mogoltavica Cherneva & Vved.
- Cousinia mollis Schrenk
- Cousinia monocephala Bunge
- Cousinia mozaffarianii Attar, Assadi & Ghahr.
- Cousinia mozdouranensis Djavadi & Attar
- Cousinia mucida Kult. ex Cherneva
- Cousinia mulgediifolia Bornm.
- Cousinia multiloba DC.
- Cousinia murgabica Cherneva
- Cousinia mutehensis Rech. fil.
- Cousinia myrioglochis Rech. fil.
- Cousinia myriolepis Rech. fil. & Koeie
- Cousinia myriotoma Rech. fil. & Koeie
- Cousinia nabelekii Bornm.
- Cousinia nana Attar, Ghahr. & Assadi
- Cousinia neglecta Juz.
- Cousinia neubaueri Rech. fil.
- Cousinia neurocentra Bunge
- Cousinia newesskyana C. Winkl.
- Cousinia ninae Juz.
- Cousinia niveocoronata C. Jeffrey ex Grey-Wilson
- Cousinia noeana Boiss.
- Cousinia novissima Rech. fil.
- Cousinia nujianensis Attar, Ghahr., Saber & Zarre
- Cousinia odontolepis DC.
- Cousinia olgae Regel & Schmalh.
- Cousinia oligocephala Boiss.
- Cousinia olivieri DC.
- Cousinia omissa O. V. Cherneva
- Cousinia omphalodes Cherneva
- Cousinia onopordioides Ledeb.
- Cousinia onopordon Freyn & Sint.
- Cousinia oophora Rech. fil.
- Cousinia oopoda Juz.
- Cousinia oreodoxa Bornm. & Sint.
- Cousinia oreoxerophila Kult.
- Cousinia orientalis (Adams) C. Koch
- Cousinia orthacantha Cherneva
- Cousinia orthoclada Hausskn. & Bornm.
- Cousinia ortholepis Juz. ex Cherneva
- Cousinia orthoneura Rech. fil.
- Cousinia oshtorankuhensis Attar
- Cousinia ottonis Bornm.
- Cousinia outichaschensis Franch.
- Cousinia ovczinnikovii Cherneva
- Cousinia oxiana Cherneva
- Cousinia oxytoma Rech. fil.
- Cousinia panjshirensis Rech. fil.
- Cousinia pannosa C. Winkl.
- Cousinia pannosiformis Cherneva
- Cousinia papillosa Djavadi & Attar
- Cousinia paraatripurpurea Kamelin
- Cousinia parjumanensis Rech. fil.
- Cousinia parsana A. Ghahreman, M. Iranshahr & F. Attar
- Cousinia parviceps Rech. fil. & Koeie
- Cousinia parviziana A. Parsa
- Cousinia pasargardensis Attar
- Cousinia patentispina Cherneva
- Cousinia pauciramosa Kult.
- Cousinia pectinata Rech. fil.
- Cousinia peduncularis Juz. ex Cherneva
- Cousinia pergamacea Boiss. & Hausskn.
- Cousinia perovskiensis (Bornm.) Juz. ex Cherneva
- Cousinia persarum C. Winkl.
- Cousinia persica Djavadi & Attar
- Cousinia perspolitana Attar & Ghahr.
- Cousinia pestalozzae Boiss.
- Cousinia phyllocephala Bornm. & Gauba
- Cousinia pichleriana Bornm.
- Cousinia pinarocephala Boiss.
- Cousinia pineticola Rech. fil. & Gilli
- Cousinia piptocephala Bunge
- Cousinia platyacantha Bunge
- Cousinia platylepis Schrenk ex Fisch. & C.A. Mey.
- Cousinia platyptera Bornm. & C. Winkl.
- Cousinia platyraphis Kult.
- Cousinia platystegia Cherneva
- Cousinia podlechii Rech. fil.
- Cousinia podophylla Cherneva
- Cousinia polycephala Rupr.
- Cousinia polyneura Rech. fil.
- Cousinia polytimetica Cherneva
- Cousinia porphyrochrysea Rech. fil.
- Cousinia porphyrostephana Rech. fil.
- Cousinia postiana C. Winkl.
- Cousinia praestans Cherneva & Vved.
- Cousinia prasina Jaub. & Spach
- Cousinia princeps Franch.
- Cousinia prolifera Jaub. & Spach
- Cousinia proxima Juz.
- Cousinia psammophila Kult.
- Cousinia pseudactinia Rech. fil.
- Cousinia pseudaffinis Kult.
- Cousinia pseudarctium Bornm.
- Cousinia pseudobonvalotii Juz.
- Cousinia pseudocandolleana Assadi
- Cousinia pseudocirsium Rech. fil.
- Cousinia pseudodshizakensis Tsckern. & Vved.
- Cousinia pseudolanata M. Pop. ex Cherneva
- Cousinia pseudomollis C. Winkl.
- Cousinia pseudostenolepis Rech. fil. & Edelb.
- Cousinia pterocarpa Boiss.
- Cousinia pterocaulos (C. A. Mey.) Rech. fil.
- Cousinia pugionifera Jaub. & Spach
- Cousinia pulchella Bunge
- Cousinia pulcherantha Attar & Mirtadz.
- Cousinia pulchra C. Winkl.
- Cousinia pulvinaris Rech. fil. & Koeie
- Cousinia pungens Juz.
- Cousinia purpurea C. A. Mey.
- Cousinia pusilla C. Winkl.
- Cousinia pycnocephala Rech. fil.
- Cousinia pycnoloba Boiss.
- Cousinia pygmaea C. Winkl.
- Cousinia qaisarensis Rech. fil.
- Cousinia qandilica Rech. fil.
- Cousinia qaradaghensis Rech. fil.
- Cousinia qarehbilensis Rech. fil.
- Cousinia quettensis Rech. fil.
- Cousinia racemosa Boiss.
- Cousinia raddeana C. Winkl.
- Cousinia radians Bunge
- Cousinia ramosissima DC.
- Cousinia ramulosa Rech. fil.
- Cousinia raphiostegia Rech. fil.
- Cousinia rava Winkl.
- Cousinia rawanduzensis Mehregan
- Cousinia rechingerae Bornm.
- Cousinia rechingerorum Bornm.
- Cousinia recurvata DC.
- Cousinia regelii Winkl.
- Cousinia renominata Rech. fil.
- Cousinia resinosa Juz.
- Cousinia rhabdodes Bornm. & Rech. fil.
- Cousinia rhaphiocephala Rech. fil.
- Cousinia rhodantha Kult.
- Cousinia rhombiformis C. Winkl. & Strauss
- Cousinia rigida Kult.
- Cousinia rigidissima Rech. fil.
- Cousinia robusta Rech. fil.
- Cousinia rosea Kult.
- Cousinia rotundifolia C. Winkl.
- Cousinia rubiginosa Kult.
- Cousinia rudis Rech. fil.
- Cousinia rufidula Bornm
- Cousinia sabalanica Attar, Ghahr. & Assadi
- Cousinia sabzevarensis Rech. fil.
- Cousinia sagittata C. Winkl. & Strauss
- Cousinia sahandica Attar & Djavadi
- Cousinia sakawensis Boiss. & Hausskn.
- Cousinia salangensis Rech. fil.
- Cousinia saloukensis Mehregan
- Cousinia sanandajensis Rech. fil.
- Cousinia sarawschanica C. Winkl.
- Cousinia sarzehensis Attar, Ghahr. & Assadi
- Cousinia scabrida Juz.
- Cousinia scariosa Regel
- Cousinia scheibeana Bornm.
- Cousinia schepsaica Karmysch.
- Cousinia schindleriana Bornm. & Gauba
- Cousinia schiraziana Attar
- Cousinia schischkinii Juz.
- Cousinia schistoptera Juz.
- Cousinia schistosa Rech. fil. & Edelb.
- Cousinia schtschurowskiana Regel & Schmalh. ex Regel
- Cousinia schugnanica Juz.
- Cousinia scleracantha Kult. ex Cherneva
- Cousinia sclerolepis C. Shih
- Cousinia sclerophylla Juz.
- Cousinia sefidiana (Pau) Rech. fil.
- Cousinia seidlitzii Bunge
- Cousinia semilacera Juz.
- Cousinia serawschanica C. Winkl.
- Cousinia serratuloides Boiss.
- Cousinia severtzovii Regel
- Cousinia shahrestanica Rech. fil.
- Cousinia shahvarica Rech. fil.
- Cousinia shebliensis A. Ghahreman, M. Iranshahr & F. Attar
- Cousinia sheidaii Attar, Ghahr. & Mahdigholi
- Cousinia shibarensis Rech. fil.
- Cousinia shorlughensis Rech. fil.
- Cousinia shugnanica Juz.
- Cousinia shulabadensis Attar & Ghahr.
- Cousinia sicigera C. Winkl. & Bornm.
- Cousinia silvanica Attar
- Cousinia silyboides Jaub. & Spach
- Cousinia simulatrix C. Winkl.
- Cousinia singularis Rech. fil.
- Cousinia sinjarensis Rech. fil.
- Cousinia sintenisii Freyn
- Cousinia sivasica Hub.-Mor.
- Cousinia smirnowii Trautv.
- Cousinia sogdiana Bornm.
- Cousinia sororia Juz.
- Cousinia spathulata Kult.
- Cousinia speciosa C. Winkl.
- Cousinia sphaerocephala Jaub. & Spach
- Cousinia spiridonovii Juz.
- Cousinia splendida C. Winkl.
- Cousinia sporadocephala Juz.
- Cousinia spryginii Kult.
- Cousinia stahliana Bornm. & Gauba
- Cousinia stapfiana Freyn & Sint.
- Cousinia stechmanniopsis Rech. fil.
- Cousinia stellaris Bornm.
- Cousinia stenocalathia Rech. fil.
- Cousinia stenocephala Boiss.
- Cousinia stenophylla Kult.
- Cousinia stephanophora C. Winkl.
- Cousinia stereolepis Rech. fil.
- Cousinia stereoneura Rech. fil.
- Cousinia stocksii C. Winkl.
- Cousinia straussii Hausskn. & C. Winkl.
- Cousinia stricta Cherneva
- Cousinia strobilocephala Cherneva & Vved.
- Cousinia stroterolepis Rech. fil.
- Cousinia subappendiculata Kult.
- Cousinia subcandicans Cherneva
- Cousinia subinflata Bornm.
- Cousinia submutica Franch.
- Cousinia subpectinata Mirtadz., Attar & Assadi
- Cousinia subscaposa Rech. fil.
- Cousinia subtilis Juz.
- Cousinia sylvicola Bunge
- Cousinia syrdariensis Kult.
- Cousinia tabrisiana Bunge
- Cousinia takharensis Rech. fil.
- Cousinia talassica (Kult.) Juz. ex Cherneva
- Cousinia tamarae Juz.
- Cousinia tashkurghanica Rech. fil.
- Cousinia taybadensis Djavadi & Attar
- Cousinia tedshenica Cherneva
- Cousinia tenella Fisch. & C. A. Mey.
- Cousinia tenuifolia C. A. Mey.
- Cousinia tenuiramula Rech. fil.
- Cousinia tenuisecta Juz.
- Cousinia tenuispina Rech. fil.
- Cousinia termei Rech. fil.
- Cousinia tetanocephala Bornm. & Gauba
- Cousinia thamnodes Boiss. & Hausskn.
- Cousinia thomsonii C. B. Cl.
- Cousinia tianschanica Kult.
- Cousinia tirinensis Rech. fil.
- Cousinia trachylepis Bunge
- Cousinia trachyphylla Juz.
- Cousinia trachyphyllaria Bornm. & Rech. fil.
- Cousinia tragacanthoides Rech. fil. & Gilli
- Cousinia transiliensis Juz.
- Cousinia transoxana Cherneva
- Cousinia triacantha Kult.
- Cousinia triceps Kult.
- Cousinia trichophora Kult.
- Cousinia tricolor Rech. fil.
- Cousinia trollii Bornm.
- Cousinia tscherneviae Berdiev
- Cousinia turcomanica C. Winkl.
- Cousinia turkestanica (Regel) Juz.
- Cousinia turkmenorum Bornm.
- Cousinia ulotoma Bornm.
- Cousinia umbilicata Juz.
- Cousinia unaiensis Rech. fil.
- Cousinia urumiensis Bornm.
- Cousinia verbascifolia Bunge
- Cousinia verticillaris Bunge
- Cousinia vicaria Kult.
- Cousinia volkii Rech. fil.
- Cousinia vvedenskyi Cherneva
- Cousinia waldheimiana Bornm.
- Cousinia wendelboi Rech. fil.
- Cousinia wesheni Post
- Cousinia wheeler-hainesii Rech. fil.
- Cousinia wilhelminae Rech. fil.
- Cousinia winkleriana Aitch. & Hemsl.
- Cousinia woronowii Bornm.
- Cousinia xanthacantha Regel
- Cousinia xanthina Bornm.
- Cousinia xanthiocephala Cherneva
- Cousinia xanthothyrsa Rech. fil. & Gilli
- Cousinia xanthula Rech. fil.
- Cousinia xiphiolepis Boiss.
- Cousinia yasujensis Attar
- Cousinia zagrica Attar, Ghahr. & Assadi